# 正慶孝
正慶 孝（しょうけい たかし、1940年11月1日 - 2008年2月1日）は、日本の政治経済学者、政治経済評論家。
産業能率大学、明星大学で教鞭をとり、政治経済評論のほか翻訳も手掛けた。

## 生涯
東京生まれ。1963年早稲田大学第一政治経済学部卒業。1966年同大学院経済学専攻修士課程修了後、日本貿易振興会勤務、1970年中央公論社勤務、『中央公論』（編集部、次長。1986年に退社し、1988年産業能率大学助教授、教授、1992年明星大学経済学部教授。

## 著書
- 『ビジネスマンのための知的再武装のすすめ』（知道出版） 1981
- 『情報をどう読むか 情報学入門』（時潮社、金融研究会叢書） 1990
- 『新大国ヨーロッパの策謀』（学習研究社） 1993
- 『経済学ワンダーランド』（八千代出版） 1996
- 『「楽園回復」の社会経済学』（時潮社） 1996
- 『"頭のよくなる"新聞の読み方 こうすれば情報で稼げる』（同朋舎出版、Books,スマートなビジネスマン） 1997
- 『困ったら、この名言を思い出せ! 発想のヒント55』（同朋舎、Books,スマートなビジネスマン） 1997
- 『IT時代のライフ・スタイル宣言 新しい未来社会の展望』（清流出版） 2005

### 共著
- 『Economics24物語』（手島佑郎共著、グローバルビジネス編、フォレスト出版） 1997
- 『バイオメーション 21世紀の方法序説』（渥美和彦共著、清流出版） 1998
- 『ジャパン・レボリューション 「日本再生」への処方箋』（藤原肇共著、清流出版） 2003
- 『日本人教育の条件 グローバル化と人間形成』（西村俊一共編著、原書房） 2007

## 翻訳
- 『勇気ある管理者 官僚的管理から企業家的管理へ』（チャールズ・A・デイレイ、日本生産性本部） 1973
- 『コンピュータ文明とは何か 追放される人間』（ベン・B・セリグマン、島村力共訳、サイマル出版会） 1977
- 『二十世紀文化の散歩道』（ダニエル・ベル、ダイヤモンド社） 1990
- 『21世紀への予感 現代の問題を未来の視点から読む』（ダニエル・ベル、ダイヤモンド社） 1991
- 『不正資金洗浄』（ロバート・E・ポウィス、監訳、西村書店） 1993

## 論文
- Cinii